# Tumaraa
Tumaraa es una comuna francesa situada en la subdivisión de Islas de Sotavento, que forma parte de la colectividad de ultramar de Polinesia Francesa.

## Composición
Está formada por la unión de las cuatro comunas asociadas de Fetuna, Tehurui, Tevaitoa y Vaiaau, que abarcan una fracción de la isla de Raiatea y doce de sus motus:
| Comuna asociada de Fetuna      |                  |                  |                    |
| Fracción de la isla de Raiatea | Población (2012) | Superficie (km²) | Densidad (hab/km²) |
| Fetuna                         | 413              | -                | -                  |
| Islotes                        | Población (2012) | Superficie (km²) | Densidad (hab/km²) |
| Haaio                          | -                | -                | -                  |
| Naonao                         | -                | -                | -                  |
| Comuna asociada de Tehurui     |                  |                  |                    |
| Fracción de la isla de Raiatea | Población (2012) | Superficie (km²) | Densidad (hab/km²) |
| Tehurui                        | 492              | -                | -                  |
| Islotes                        | Población (2012) | Superficie (km²) | Densidad (hab/km²) |
| Horea                          | -                | -                | -                  |
| Tiano                          | -                | -                | -                  |
| Comuna asociada de Tevaitoa    |                  |                  |                    |
| Fracción de la isla de Raiatea | Población (2012) | Superficie (km²) | Densidad (hab/km²) |
| Tevaitoa                       | 1978             | -                | -                  |
| Islotes                        | Población (2012) | Superficie (km²) | Densidad (hab/km²) |
| Tahunaoe                       | -                | -                | -                  |
| Comuna asociada de Vaiaau      |                  |                  |                    |
| Fracción de la isla de Raiatea | Población (2012) | Superficie (km²) | Densidad (hab/km²) |
| Vaiaau                         | 879              | -                | -                  |
| Islotes                        | Población (2012) | Superficie (km²) | Densidad (hab/km²) |
| Hu                             | -                | -                | -                  |
| Nuutere                        | -                | -                | -                  |
| Paria                          | -                | -                | -                  |
| Punaeroa                       | -                | -                | -                  |
| Roa                            | -                | -                | -                  |
| Tapute                         | -                | -                | -                  |
| Toamaro                        | -                | -                | -                  |

## Demografía
| Gráfica de evolución demográfica de Tumaraa entre 1971 y 2012 |
|                                                               |

Fuente: Insee